# Litoria contrastens
Litoria contrastens (tên tiếng Anh: Barabuna Tree Frog) là một loài ếch thuộc họ Pelodryadidae.
Đây là loài đặc hữu của Papua New Guinea.
Môi trường sống tự nhiên của chúng là đầm nước và vườn nông thôn.
Chúng hiện đang bị đe dọa vì mất môi trường sống.